# Schenon
Schenon – szczyt w Alpach Fleimstalskich, w Alpach Wschodnich. Leży w regionie Trydent-Górna Adyga, w północnych Włoszech. Sąsiaduje z Cimon del Latemar i Torre Christomannos na zachodzie i z Cornon na wschodzie.